# مات كالدويل
مات كالدويل (بالإنجليزية: Matt Caldwell)‏ هو سياسي أمريكي، ولد في 12 أغسطس 1981 في غينزفيل في الولايات المتحدة. حزبياً، نشط في الحزب الجمهوري. وقد انتخب عضو مجلس نواب فلوريدا.

## وصلات خارجية
- الموقع الرسمي